# Giro di Germania
Il Giro di Germania (Deutschland Tour) è una corsa a tappe di ciclismo su strada maschile che si svolge in Germania ogni anno ad agosto. Dal 2005 al 2008 fece parte del circuito UCI ProTour, dal 2018 fino al 2020 era inserito nel calendario dell'UCI Europe Tour, mentre dal 2021 fa parte del circuito UCI ProSeries.

## Storia

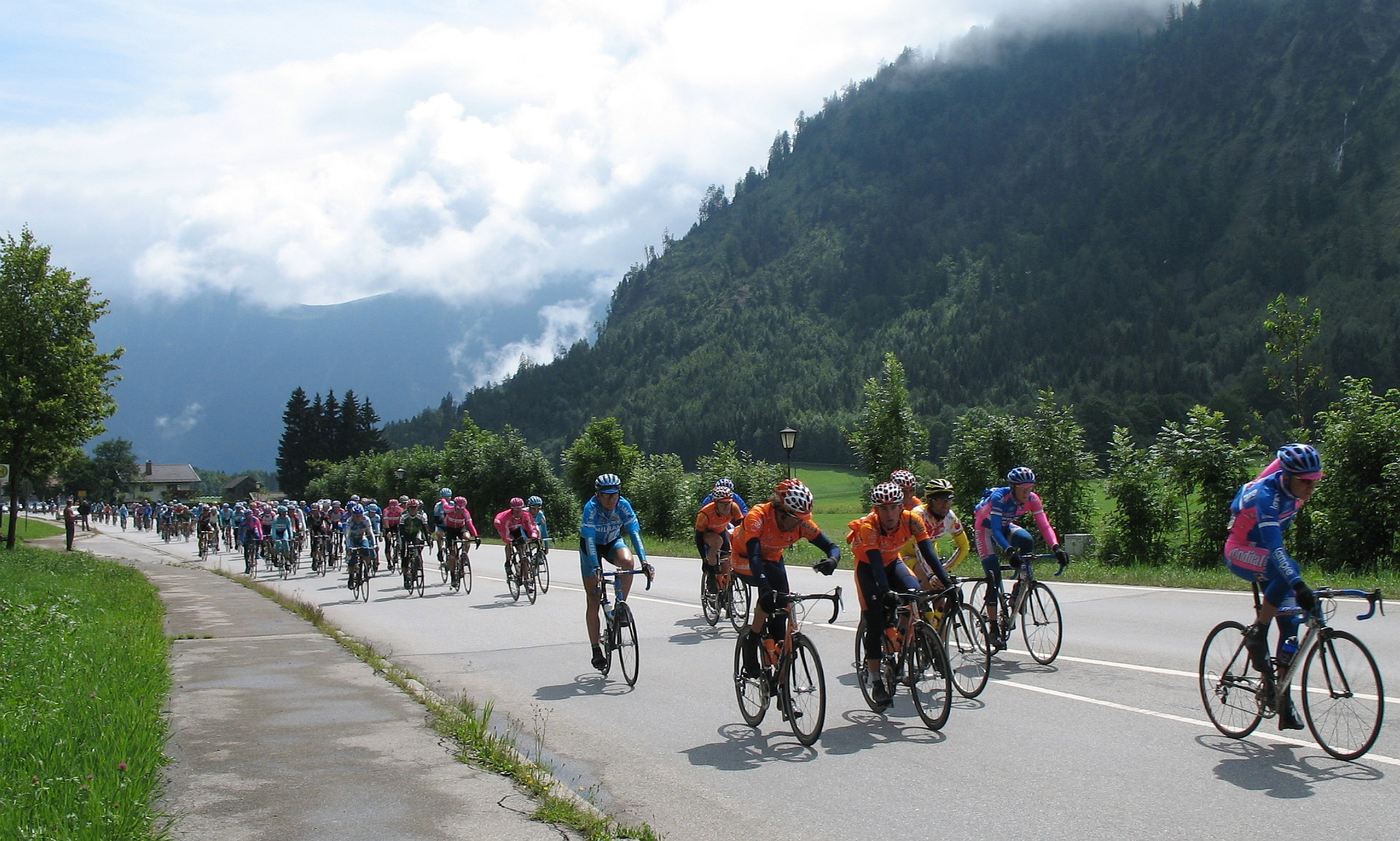
Un'immagine dalla 6ª tappa dell'edizione 2006, vinta da Jens Voigt.

La prima edizione risale al 1911 e si svolse su un percorso di circa 1500 km nei territori dell'allora Impero tedesco. Negli anni seguenti e fino al 1931 la corsa venne organizzata frammentariamente, con organizzatori e percorsi differenti (nell'edizione 1927 la competizione si svolse in quindici tappe nell'arco di sette mesi).
Nuovo impulso alla manifestazione venne dato nel 1937. La competizione, aperta a squadre tedesche e a selezioni internazionali, prevedeva inizio e conclusione a Berlino, capitale del Reich: i ciclisti coprirono dodici tappe nel 1937, quindici nel 1938 e ben venti nell'edizione 1939, su un percorso di 5 049,6 km che raggiunse anche l'Austria, parte dal 1938 del Reich. Lo scoppio della seconda guerra mondiale, nel settembre 1939, interruppe nuovamente lo svolgimento della corsa.
Al termine del conflitto continuò l'alternanza di periodi in cui la corsa ebbe luogo, nella sola Germania Ovest, a periodi di assenza dal calendario internazionale, in particolare tra gli anni Sessanta e gli anni Novanta (se si escludono quattro edizioni corse dal 1979 al 1982). Nel 1999, infine, sull'onda dell'entusiasmo generato dalle vittorie di Jan Ullrich, si decise di dare una collocazione stabile alla corsa nel panorama internazionale e fino all'edizione 2008 venne disputata regolarmente. Dal 2005, con l'inserimento nel calendario dell'UCI ProTour, la collocazione della corsa venne spostata da giugno alla seconda metà di agosto. Il 16 ottobre 2008, complici i numerosi casi di doping che affliggevano allora il ciclismo, la Federazione ciclistica tedesca annunciò che a partire dal 2009 la corsa non si sarebbe più disputata.
L'8 marzo 2016 Amaury Sport Organisation rese nota la firma di un accordo decennale con la Federazione ciclistica tedesca, allo scopo di reinserire nel calendario a partire dal 2017. Nel mese di luglio la manifestazione venne confermata con il nome di Deutschland Deine Tour: il debutto è slittato al 2018, con gara ridotta a quattro tappe e classificata come corsa di classe 2.1 del calendario UCI Europe Tour.
Dopo una pausa di dieci anni, il Giro di Germania ha così ripreso vita come parte del Cycling Festival. Your Tour. e tra il 23 e il 26 agosto ha collegato regioni e città tedesche partendo da Coblenza e terminando a Stoccarda. La competizione ha visto la vittoria di Matej Mohorič.

## Albo d'oro
Aggiornato all'edizione 2024.
| Anno    | Vincitore                             | Secondo                               | Terzo                                 |
| ------- | ------------------------------------- | ------------------------------------- | ------------------------------------- |
| 1911    | Hans Ludwig                           | Adolf Huschke                         | Hans Hartmann                         |
| 1912-21 | non disputato                         | non disputato                         | non disputato                         |
| 1922    | Adolf Huschke                         | Paul Kohl                             | Wilhelm Siewert                       |
| 1923-26 | non disputato                         | non disputato                         | non disputato                         |
| 1927    | Rudolf Wolke                          | Eric Reim                             | Richard Rösch                         |
| 1928-29 | non disputato                         | non disputato                         | non disputato                         |
| 1930    | Hermann Buse                          | Kurt Stöpel                           | Oskar Tietz                           |
| 1931    | Erich Metze                           | Oskar Thierbach                       | Nicolas Frantz                        |
| 1932-36 | non disputato                         | non disputato                         | non disputato                         |
| 1937    | Otto Weckerling                       | Ludwig Geyer                          | Fritz Diederichs                      |
| 1938    | Hermann Schild                        | Frans Bonduel                         | Otto Weckerling                       |
| 1939    | Georg Umbenhauer                      | Robert Zimmermann                     | Fritz Scheller                        |
| 1940-46 | non disputato                         | non disputato                         | non disputato                         |
| 1947    | Erich Bautz                           | Fritz Diederichs                      | Richard Voigt                         |
| 1948    | Philipp Hilbert                       | Erich Bautz                           | Fritz Scheller                        |
| 1949    | Harry Saager                          | Erich Bautz                           | Reinhold Steinhilb                    |
| 1950    | Roger Gyselinck                       | Matthias Pfannenmüller                | Otto Schenk                           |
| 1951    | Guido De Santi                        | Fritz Schär                           | Raymond Impanis                       |
| 1952    | Isidore De Rijck                      | Marcel De Mulder                      | Raymond Impanis                       |
| 1953-54 | non disputato                         | non disputato                         | non disputato                         |
| 1955    | Rudi Theissen                         | Franz Reitz                           | Hans Junkermann                       |
| 1956-59 | non disputato                         | non disputato                         | non disputato                         |
| 1960    | Ab Geldermans                         | Joseph Planckaert                     | Klaus Bugdahl                         |
| 1961    | Friedhelm Fischerkeller               | Hans Junkermann                       | Piet Rentmeester                      |
| 1962    | Peter Post                            | Lode Troonbeeckx                      | Roger Baens                           |
| 1963-78 | non disputato                         | non disputato                         | non disputato                         |
| 1979    | Dietrich Thurau                       | Aad van den Hoek                      | Francesco Moser                       |
| 1980    | Gregor Braun                          | Tommy Prim                            | Marino Lejarreta                      |
| 1981    | Silvano Contini                       | Theo de Rooij                         | Tommy Prim                            |
| 1982    | Theo de Rooij                         | Paul Haghedooren                      | Ludo Peeters                          |
| 1983-98 | non disputato                         | non disputato                         | non disputato                         |
| 1999    | Jens Heppner                          | Andreas Kappes                        | Christian Wegmann                     |
| 2000    | David Plaza                           | Andreas Klöden                        | Udo Bölts                             |
| 2001    | Aleksandr Vinokurov                   | Aitor Garmendia                       | Rolf Aldag                            |
| 2002    | Igor González de Galdeano             | Aitor Garmendia                       | Tobias Steinhauser                    |
| 2003    | Michael Rogers                        | José Azevedo                          | Aleksandr Vinokurov                   |
| 2004    | Patrik Sinkewitz                      | Jens Voigt                            | Jan Hruška                            |
| 2005    | Levi Leipheimer                       | Jan Ullrich                           | Georg Totschnig                       |
| 2006    | Jens Voigt                            | Levi Leipheimer                       | Andrej Kašečkin                       |
| 2007    | Jens Voigt                            | Levi Leipheimer                       | David López García                    |
| 2008    | Linus Gerdemann                       | Thomas Löfkvist                       | Janez Brajkovič                       |
| 2009-17 | non disputato                         | non disputato                         | non disputato                         |
| 2018    | Matej Mohorič                         | Nils Politt                           | Maximilian Schachmann                 |
| 2019    | Jasper Stuyven                        | Sonny Colbrelli                       | Yves Lampaert                         |
| 2020    | annullata per la pandemia di COVID-19 | annullata per la pandemia di COVID-19 | annullata per la pandemia di COVID-19 |
| 2021    | Nils Politt                           | Pascal Ackermann                      | Alexander Kristoff                    |
| 2022    | Adam Yates                            | Pello Bilbao                          | Ruben Guerreiro                       |
| 2023    | Ilan Van Wilder                       | Felix Großschartner                   | Danny van Poppel                      |
| 2024    | Mads Pedersen                         | Danny Van Poppel                      | Tobias Halland Johannessen            |